# German bun
„Germanii buni” este un termen ironic, pus de obicei între ghilimele, care se referă la cetățenii germani care au trăit în timpul celui de-al Doilea Război Mondial și după încheierea conflagrației mondiale, care au pretins că nu au sprijinit regimul nazist, dar au rămas tăcuți și nu au opus rezistență de vreo manieră relevantă.:17 Termenul este folosit și pentru a-i descrie pe cei care au pretins nu știau de Holocaust și de crimele de război germane.
Pól Ó Dochartaigh și Christiane Schönfeld afirmă fără ironie: „După divizarea Germaniei în 1949, găsirea „germanilor buni”, ale căror acțiuni au contribuit la legitimarea fiecăruia dintre noile state germane, a devenit un aspect central al construirii unei noi națiuni în Germania și al luptei propagandistice în acest sens între cele două state germane”.

### „Rușii buni”
După invadarea Ucrainei de către Federația Rusă în 2014, termenul „german bun” a fost folosit în Ucraina ca model pentru numirea acelor ruși care nu au susținut războiul, dar au rămas neutri ca „ruși buni”. Termenul a devenit și mai comun după invazia pe scară largă de pe 24 februarie 2022, când canalele ucrainene de Telegram au conferit o popularitate considerabilă acestui termen.